# Завитан
Завитан (ивр. נחל זוויתן‎) — бурная река в Израиле в районе Голанских высот. Длина реки составляет около 26 километров. Река питается небольшими родниками, которые впадают в неё в основном в верховьях, а также после хребта в седловине между горами Фузат и Кортам. Небольшие водопады и бассейны с водой встречаются по всему руслу реки. Наиболее известен бассейн с водой у водопада Завитан, стенки которого составляют большие шестиугольники. Впадает река Завитан в реку Мешушим.

## География
В начале русла реки есть два огромных затона, оба со стенками высотой около 8 метров, а через несколько сотен метров воды реки Завитан падают с высоты около 25 метров в ещё один более глубокий бассейн с водой. После этого река впадает в глубокий каньон, называемый «Черный овраг», где занимаются серфингом любители альпинизма. Внизу река продолжается несколькими бассейнами, пока не соединяется с рекой Мешум, в последней и более мягкой части ручья находится многослойный источник, называемый «Эйн-Нетаф» по названию его воды, которая капает и падает в форме половина гумна, из которого растут суламитянские волосы и прочее.
Характерные полигоны образовались при остывании потоков лавы после извержения вулкана. Сложная форма многоугольника получается, когда поверхность лавы остывает и сжимается по сравнению с поверхностью лавы, которая все ещё горячая и продолжает двигаться. Разница температур между внешней и внутренней частями лавы вызывает растрескивание внешней мантии. Позже, из-за развития этого расщепления, создается форма сложных многоугольников, обнажающихся в руслах рек. Высота колонн достигает около 5 метров, причем большинство из них имеют пять, шесть, а иногда семь сторон. Диаметр каждой колонны составляет от 30 до 40 см.
Рядом с водопадом Завитан сооружены смотровая площадка и мемориальный уголок в память о покойном сержанте Артуре Фишбейне, погибшем в русле реки в 1996 году от попадания камней, брошенных неосторожными туристами. Каменная стена, построенная сегодня на этом месте, защищает как туристов, смотрящих в сторону водопада, так и туристов, которые обычно находятся в глубоком бассейне у подножия водопада.

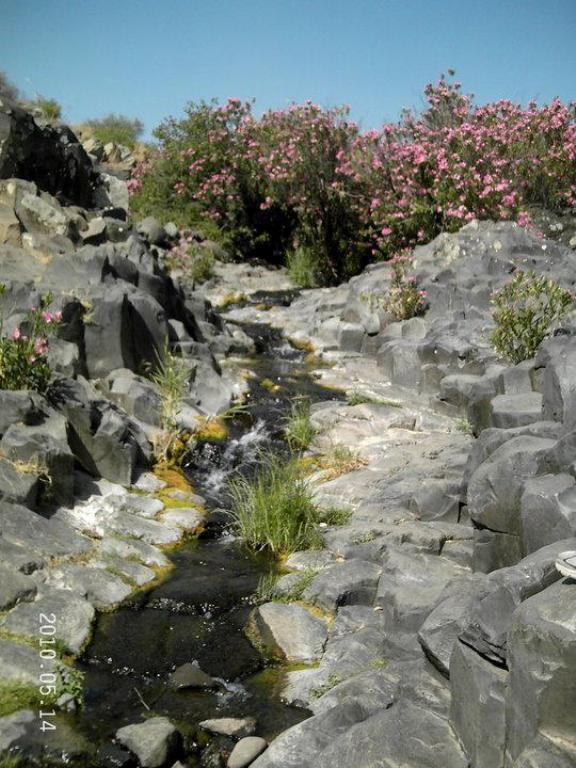
Базальтовый мрамор на реке Завитан

На склонах реки Завитан произрастают дуб таворский, дикая фисташка, облепиха широколистная, крушина лекарственная, олеандр, абацена обыкновенная, Витекс обыкновенный, Венерины волосы, миндаль мелколистный, чероки душистый, и инжир.
Рядом с руслом реки было найдено множество остатков синагог периода Талмуда, в том числе в руинах Завитана, в руинах Замимары, в руинах Эсалии и в руинах Кации.